# Zhu Ping
Zhu Ping (27 ottobre 1963) è un ex calciatore cinese, di ruolo centrocampista.

## Carriera

### Nazionale
Nel 1983 ha partecipato ai Mondiali Under-20.
Il 17 marzo 1987 ha esordito in nazionale, giocando da titolare in una partita amichevole vinta per 3-2 contro il Messico.